# Luciobrama macrocephalus
Luciobrama macrocephalus és una espècie de peix cipriniforme de la família dels ciprínids.

## Morfologia
- Els mascles poden assolir 24 cm de longitud total.[2][3]

## Hàbitat
És un peix bentopelàgic i de clima subtropical.

## Distribució geogràfica
Es troba a Àsia: la Xina i el Vietnam.